# 欧州経済領域
| アイスランド · リヒテンシュタイン · ノルウェー · オーストリア · ベルギー · ブルガリア · クロアチア · キプロス · チェコ · デンマーク · エストニア | フィンランド · フランス · ドイツ · ギリシャ · ハンガリー · アイルランド · イタリア · ラトビア · リトアニア · ルクセンブルク | マルタ · オランダ · ポーランド · ポルトガル · ルーマニア · スロバキア · スロベニア · スペイン · スウェーデン |

EEA構成国
緑:EFTA加盟国(スイスには塗られていない)
青:EU加盟国

ヨーロッパの国と地域的機関の相互関係

欧州経済領域（おうしゅうけいざいりょういき、英: European Economic Area、略称：EEA）は、欧州自由貿易連合 (EFTA) 加盟国が欧州連合 (EU) に加盟することなく、EUの単一市場に参加することができるように、1994年1月1日にEFTAとEUとの間で発効した協定に基づいて設置された枠組み。

## 参加国
スイスではEEA参加にあたって、国民投票を実施してその是非を問わなければならないが、市民は不参加の意思を示した。その代わりとしてスイスとEUでは、EEA協定とは内容が異なるものの、両者の間で協定を締結している。
現在EEAには、スイスを除くEFTA加盟国のアイスランド、リヒテンシュタイン、ノルウェーと、EUに加盟する27か国が欧州共同体 (EC) の枠組みとして参加している。

## EEAにおける自由
EEAではEUの4つの自由の原則を共有している。すなわち、EUにおける商品、人、サービス、資本の移動の自由をEEAにおいても適用している。参加国はEU加盟国と自由な交易を行うことができるが、EU法の適用を受けなければならず、またEEAはブリュッセルでの政策決定に関与することはほとんどできない。他方、EEA参加国はEUに関する一切の財政負担を免除されているが、域内市場に関しては支出を義務づけられている。例を挙げると2004年におけるEUとEEAの拡大後、EEA参加国の財政支出は10倍ほどに増加し、とくにノルウェーでは域内市場における社会・経済結合にかかる支出は5年間で11億6700万ユーロ増加した。EU加盟国とは異なり、EEAは政策・開発基金から見返りを受けることがなく、その負担はヨーロッパ市場に接続するための費用とされる。

## EEAに関する法令
EEAに参加するEU非加盟3か国では、EUにおける社会政策、消費者保護、環境、会社法、統計に関する分野（「3つの柱」のうち、第1の柱であるECの分野）のそれに類似する法令を制定してきた。
この3か国は欧州議会や欧州委員会などのEUの機関に自国出身の代表を出していない。2001年2月ノルウェー元首相イェンス・ストルテンベルクは、欧州委員会から最新の法令をファクシミリで受け取ることから、"fax democracy"（ファックス民主主義）と言い表した。

## 機関
EEAにおいて関連EU法の適用・執行にあたるのは、EEAとEFTA参加国に加えて、EU代表として欧州委員会の3者で構成する共同委員会である。また1年に2回EEA理事会が開かれ、EEA参加国間の全体的な関係について決定している。
EUにおける欧州委員会と欧州司法裁判所と同様の機能を持つものとして、EEA独自の機関がこれを担うのではなく、EFTA監察局とEFTA裁判所がEEAの活動を統制している。